# وداعا للغة (فلم)
وداعا للغة (بالفرنسية: Adieu au langage) فيلم مقال سردي تجريبي فرنسي سويسري ثلاثي الأبعاد 3D لعام 2014 من تأليف وإخراج جان لوك جودار. تمثيل النجوم هيلوس جوديت، وكامل العبدلي، وريتشارد شوفالييه. إنه فيلم جودار الروائي الثاني والأربعون. تم تصويره في الأجزاء الناطقة بالفرنسية من سويسرا.
يصور الفيلم رجل وامرأة على علاقة غرامية. يكتشف زوج المرأة العلاقة ويقتل الحبيب. يلعب كلب جودار «روكسي» دورًا بارزًا في الفيلم وفاز بجائزة في مهرجان كان السينمائي. مثل العديد من أفلام جودار، يتضمن الفيلم العديد من الاقتباسات والإشارات إلى الأعمال الفنية والفلسفية والعلمية السابقة، وأبرزها أعمال الفلاسفة الفرنسيين جاك إلول وألكسندر سولجينتسين، والكاتبة البريطانية ماري شيلي.
أهتم جودارد بصنع فيلم ثلاثي الأبعاد في عام 2010 وطلب إجراء بعض اختبارات بالكاميرا من المصور السينمائي السويسري «أراجنو» الذي لم يرضى عن نتائج الكاميرات ثلاثية الأبعاد الاحترافية وصمم طريقته الخاصة في التصوير باستخدام «كانون 5 دي اس Canon 5Ds» و «فليب مينوس Flip Minos»، محطماً العديد من القواعد القياسية للتصوير السينمائي ثلاثي الأبعاد. عمل جودار وأراغنو على الفيلم لمدة أربع سنوات، قام كل منهما بتصوير اللقطات بشكل مستقل قبل بدء الإنتاج رسميًا مع الممثلين. قام جودارد بتحرير نسخة ثنائية الأبعاد من الفيلم قبل أن يتقن هو وأراغنو القطع ثلاثي الأبعاد مع تصحيح الألوان والصوت المحيط.
سميت بعض اللقطات الأكثر تفصيلاً في الفيلم بالتقنيات المبتكرة لمفردات الفيلم. تتضمن هذه اللقطات التفصيلية، لقطة «فاصلة» تنقسم فيها لقطة واحدة غير منقطعة إلى لقطتين منفصلتين يمكن مشاهدتهما في وقت واحد إما من خلال العين اليسرى أو اليمنى، ثم تعود إلى لقطة واحدة ثلاثية الأبعاد. جرب أراغنو وجودار أيضًا صورًا ولقطات ثلاثية الأبعاد مزدوجة التعريض الضوئي مع اختلاف المنظر الذي يصعب على العين البشرية رؤيته.

## طاقم التمثيل
- هلوس جوديت: في دور جوزيت
- كامل العبدلي: في دور جيديون
- ريتشارد شوفالييه: في دور ماركوس
- زوي برونو: في دور إيفيتش
- كريستيان جريجوري: في دور ديفيدسون
- دانيال لودفيج: في دور الزوج
- جيسيكا إريكسون: في دور ماري شيلي
- الكسندر بايتا: في دور اللورد بايرون
- ديمتري باسل: في دور بيرسي شيلي
- روكسي مييفيل: «الكلب»
- ماري روشات: في دور ماري (الفتاة ذات الشعر الأحمر)
- جيريمي زامباتي: في دور شاب
- إيزابيل كاربونو: في دور إيزابيل
- جان لوك غودار: في دور رجل غير مرئي
- فلورنس كولومباني: في كور المرأة غير المرئية
- آن ماري مييفيل: «الراوية»

بالاشتراك مع: جينو سيكونولفي - آلان برات - ستيفان كولين - برونو أليجر.

## أحداث الفيلم
كتب المخرج جودار بخط يده الكلمات التالية على «تويتر»:
«الفكرة بسيطة / تلتقي امرأة متزوجة ورجل أعزب / إنهما يحبان، ويجادلان / تلويح بقبضات الأيدي / كلب شارد بين المدينة والريف / تمر الفصول / يلتقي الرجل والمرأة مرة أخرى / يجد الكلب نفسه بينهما / الآخر في واحد / واحد في الآخر / وهم ثلاثة / الزوج السابق يحطم كل شيء / يبدأ الفيلم الثاني / مثل الأول  / ومع ذلك ليس / من الجنس البشري... نعبر إلى التشبيه / ينتهي هذا بالنباح / وبكاء طفل / في غضون ذلك نرى أشخاصًا يتحدثون عن زوال الدولار، والحقيقة في الرياضيات، وموت روبن».
الفيلم عبارة عن سرد تجريبي يروي نسختين متشابهتين من قصة رجل وامرأة تربطهما علاقة غرامية. تم تسمية هاتين القصتين «الطبيعة 1» و«المجاز2»، وتركزان على التوالي على الحبيبين «جوزيت وجيديون» ثم «إيفيتش وماركوس» ودائماً مع كلب المخرج جودار «روكسي».
يبدأ الجزء الأول «الطبيعة 1» في مركز نيون الثقافي. تقوم ماري وحبيبها، بإعداد مكتبة كتب مستعملة. يصل حبيبان آخران، ديفيدسون وإيزابيل. تدور الأحداث لينتقل الفيلم إلى الجزء الثاني «المجاز2» والأحداث هذه المرة تجري في واجهة بحيرة نيون، حيث يجلس دافيدسون على مقعد يبحث في كتاب من نسخ نيكولاس دي ستال، وتصل ماري وصديقها لتوديع دافيدسون قبل ذهابهما إلى الولايات المتحدة.
يصل الفيلم إلى خاتمة بعنوان «الذاكرة الثالثة / المحنة التاريخية»، حيث يعود الكلب روكسي إلى الريف بينما يتساءل السرد الصوتي الذي يمثل أفكار روكسي عما تحاول المياه قوله للكلب. ينتهي الفيلم بأصوات نباح كلب وطفل يبكي.

## استقبال الفيلم
عرض لأول مرة في 21 مايو 2014، على المسرح لوميار Lumière Theater في منافسة مهرجان كان السينمائي. كان من المتوقع أن يحضر جودار المهرجان، لكنه أعلن أنه لن يحضر قبل العرض بأيام قليلة. قال جودار إنه لا يريد السعفة الذهبية وسيعطيها لمستشاره الضريبي إذا فاز، تمامًا كما فعل مع الأوسكار الفخري. أرسل بعد ذلك بوقت قصير رسالة فيديو إلى رئيس المهرجان المتقاعد جيل جاكوب والمدير الفني تييري فريمو، يشرح فيها غيابه عن المهرجان والحالة الذهنية الحالية. كان من المفترض أن تكون رسالة الفيديو خاصة، لكن جاكوب أطلقها للجمهور كفيلم قصير بعنوان «رسالة متحركة إلى جيل جاكوب وتيري فريمو».
قالت جين كامبيون، رئيسة لجنة تحكيم مسابقة «كان» الرئيسية: «حقيقة أنه يرمي سرد القصة بعيدًا، إنه فيلم مثل القصيدة. وجدت نفسي مستيقظًة. كان هذا رجلًا حرًا».
حضرت إيمي توبين العرض الأول ووصفت الفيلم بأنه تحفة فنية وقالت: «أنه قد يكون أجمل ما لديه، موزارتي في خفته، وغير مقيّد في إيصال مشاعره حول الحب».
كتب مانوهلا دارجيس من صحيفة نيويورك تايمز: «أخيرًا، كان لدى مجموعة المنافسة شيء نحن في أمس الحاجة إليه طوال الأسبوع: تجربة سينمائية مثيرة كادت أن ترفرف هنا عن مسرح لومير المليء بـ 2300 مقعدًا، مما يحول مجرد عرض آخر إلى حدث حقيقي... أنه صعب للغاية ومثير للتحدي».
منح موقع الطماطم الفاسدة الفيلم تقييم مقداره 88% بناء على آراء 73 ناقد سينمائي، وكتب إجماع التعليق الفني للموقع: «بقدر ما هو مثير بصريًا بقدر ما هو غامض، الفيلم يقدم تحفة فنية حديثة من مخرج أسطوري لا يزال يتحكم كثيرًا في حرفته».
منح موقع ميتاكريتيك الفيلم تقييم مقداره 75% بناء على آراء 28 ناقد.
وصفت الناقدة إيزابيل ريجنير من لوموند الفرنسية الفيلم بأنه: «فيلم جميل جدًا... من رجل وهب حياته للسينما... وغيرت بعمق تاريخ السينما». أشاد جيرار ليفور وأوليفييه سيغوريه من ليبراسيون، بكل من: «براعته التقنية المبهرة وسخريته من السينما ثلاثية الأبعاد».
قارن جان ميشيل فرودون من مجلة «سلايت» الفرنسية، نتائج تجزئة الفيلم لفصول بمقال كتبه جودار عام 1956 في مجلة «كتاب السينما Cahiers du cinéma» عن تقريب «الصور المتعددة» وقال إن جودار يجب أن يحصل على «جائزة نوبل في السينما» وهي الغير موجودة في الحقيقة.
قال أنطوان دي بيك: «أن الفيلم يظل مخلصًا للمثل العليا للموجة السينمائية الفرنسية الجديدة French New Wave من خلال كونه» معاصرًا تمامًا«وقول حقيقة العصر الحديث».
كتب جان بابتيست دولسيه في مجلة "بنزين مجازين Benzine Magazine" الفرنسية: "ليس لديه ما يبرر، وانتقد روح الدعابة المسماة "دعابة المراحيض toilet humour" الخاصة به وتعقيده، لكنه وصفه بأنه "خفيف ومؤثر في بعض الأحيان!".
كتب إيريك نيوهوف من صحيفة «لو فيجارو»: «أن جودار كان مراهقًا مسنًا، وفقد إلهامه ولم يتعلم شيئًا عن الحب أو الزوجين أو المجتمع، وسخر من التصفيق الحار للفيلم لمدة خمس عشرة دقيقة في مهرجان كان السينمائي».

## قوائم أفضل الأفلام والجوائز
كان فيلم «وداعا للغة» أحد أكثر الأفلام شهرة في عام 2014، وظهر في قوائم أفضل أفلام نهاية العام للعديد من النقاد. كان كارلو شاتريان من بين النقاد الذين أدرجوا الفيلم كأفضل فيلم لهذا العام، وأيضاً سكوت فاونداس، وجيه هوبرمان، وجون باورز، وجيمس كوانت، وجان فرانسوا راوجر، وجوناثان روزنباوم، ودان سوليفان، وإيمي توبين، وأرموند وايت، وبليك ويليامز، وطاقم «كتاب السينما»، وطاقم «فيلم كومنت»، و«المنظر والصوت Sight & Sound» من معهد الفيلم البريطاني أدرج الفيلم في المرتبة الثانية. من بين النقاد الآخرين الذين أدرجوا الفيلم كواحد من أفضل أفلام العام كونغ ريثدي، ومايكل أتكينسون، وريتشارد برودي، وديفيد إهرنشتاين، ودينيس ليم، وريتشارد كورليس، وجلين كيني، وماتيو ماتشيريت، وجوناثان رومني، ومولي هاسكل، وميريام بيل، وإغناتي فيشنفيتسكي، ومانوهلا دارجيس، ومايكل فيليبس، وطاقم العمل من اللقطة العكسية، وإنديفير، وسيني فيو، وأيه في كلوب.
تم التصويت في «الجمعية الوطنية لنقاد السينما» عام 2014 على أفضل الأفلام وصناعها، وجاء جودار في المركز الثاني لأفضل مخرج وحل أراجنو في المركز الثالث لأفضل تصوير سينمائي. تم ترشيح الفيلم في فرنسا، لجائزة «لويس ديلوك Louis Delluc Prize» لعام 2014، وفي عام 2016، تم التصويت عليه، واختاره 177 منتقدًا سينمائيًا من جميع أنحاء العالم، وتصنف في المركز 49 في قائمة أفضل أفلام في القرن الحادي والعشرين.

## المهرجانات والإصدار
فاز «وداعاً للغة» في مهرجان كان السينمائي لعام 2014، بجائزة لجنة التحكيم، مشاركاً مع الفيلم الكندي «مامي Mommy» للمخرج كزافييه دولان، كما فاز روكسي كلب جودار بجائزة خاصة. تم عرض الفيلم لاحقًا في مهرجانات مثل مهرجان لوكارنو السينمائي الدولي في قسم «فوري كونكورسو» 2014، ومهرجان تورنتو السينمائي الدولي في قسم «الماجستير» 2014، ومهرجان نيويورك السينمائي 2014.
عرض الفيلم لأول مرة في عرض خاص على مسرح «لو بانثيون» بباريس في 24 مايو 2014، وصدر إلى دور العرض الفرنسية في 28 مايو، حيث بيعت له 33225 تذكرة دخول العرض.
عرض لأول مرة في الولايات المتحدة في مهرجان نيويورك السينمائي في 27 سبتمبر 2014 وصدر إلى دور العرض في 29 أكتوبر. ربح الفيلم 27000 دولار في عطلة نهاية الأسبوع الافتتاحية في دارين للعرض، محققًا أعلى متوسط دخل في عطلة نهاية الأسبوع، وبلغت الأرباح 390.099 دولارًا أمريكيًا في الولايات المتحدة

## روابط خارجية
- مقالات تستعمل روابط فنية بلا صلة مع ويكي بيانات